# Bazin portuar

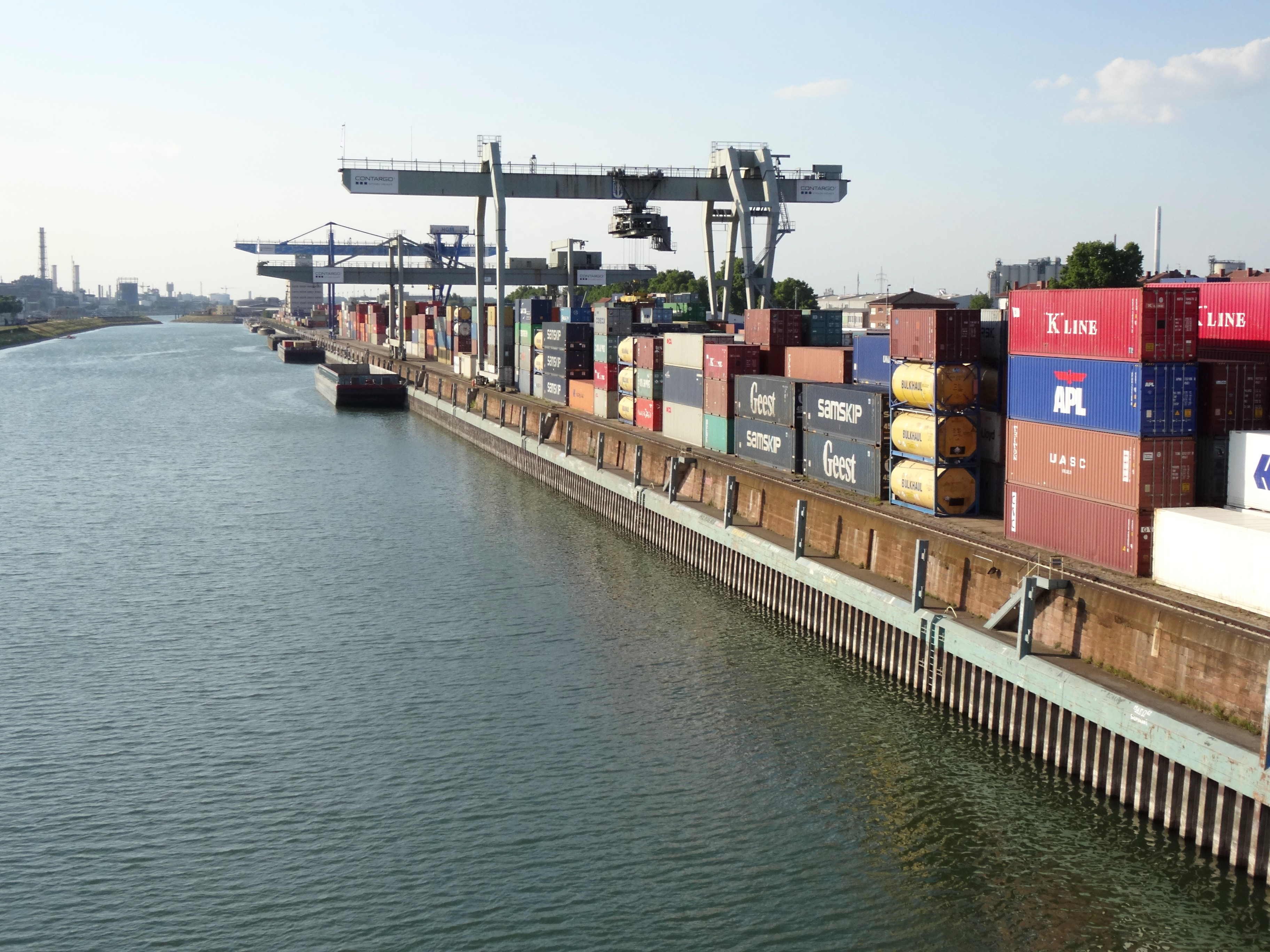
Bazinul portuar din Mannheim

Un bazin portuar este o parte din acvatoriul unui port, mărginită din trei părți de moluri cu cheiuri, în care sunt asigurate condiții de staționare pentru nave.
Bazinele portuare sunt de mai multe categorii:
- de manevră;
- de operare;
- cu destinații speciale (pentru șantiere de construcții și/sau reparații navale, pentru nave tehnice și de service) etc.

Locul dintr-un bazin portuar unde poate ancora o navă în vederea desfășurării operațiilor de încărcare-descărcare poartă denumirea de dană.
Un dig de piatră construit spre larg, la intrarea într-un bazin portuar, pentru a micșora acțiunea valurilor sau pentru a forma cheuri suplimentare poartă denumirea de mol.